# Trigonostemon beccarii
Trigonostemon beccarii är en törelväxtart som beskrevs av Henry Nicholas Ridley. Trigonostemon beccarii ingår i släktet Trigonostemon och familjen törelväxter. Inga underarter finns listade i Catalogue of Life.